# APKPure
APKPure е онлайн платформа за разпространение на софтуер за операционната система Android.

## Описание
В уебсайта на APKPure, както и в мобилното приложение, потребителите могат да разглеждат, изтеглят и дават оценки на милиони мобилни приложения.
Файловете се изтеглят в APK или XAPK формат.
Тъй като APKPure предоставя на потребителите свободен достъп, платформата може да се използва като алтернатива на стандартния онлайн магазин Google Play, където е възможно някои приложения да са ограничени за определена държава или определено устройство. Освен това не е необходимо разработчиците да плащат абонамент, както се изисква в Google Play.